# Paula Winslowe
Paula Winslowe (Grafton, 23 marzo 1910 – Van Nuys, 7 marzo 1996) è stata un'attrice e doppiatrice statunitense.
Ha iniziato a lavorare prima come doppiatrice a 32 anni, doppiando la madre di Bambi nel film Bambi.
Come attrice, è apparsa soprattutto in serie televisive. 
È stata sposata con John Sutherland.

## Filmografia parziale

### Cinema
- Intrigo internazionale (North by Northwest), regia di Alfred Hitchcock (1959)

### Televisione
- Our Miss Brooks – serie TV, 9 episodi (1952-1955)
- Climax! – serie TV, episodio 1x04 (1954)
- Lucy ed io (I Love Lucy) – serie TV, 1 episodio (1956)
- Panico (Panic!) – serie TV, episodio 1x03 (1957)
- Date with the Angels – serie TV, episodio 1x04 (1957)
- Perry Mason – serie TV, 2 episodi (1957-1962)
- The Court of Last Resort – serie TV, episodio 1x14 (1958)
- Happy – serie TV, 1 episodio (1960)
- Le leggendarie imprese di Wyatt Earp (The Life and Legend of Wyatt Earp) – serie TV, 1 episodio (1961)
- Michael Shayne – serie TV episodio 1x17 (1961)
- General Electric Theater – serie TV, episodio 10x14 (1961)
- Going My Way – serie TV, episodio 1x06 (1962)
- Indirizzo permanente (77 Sunset Strip) – serie TV, episodio 6x15 (1964)
- Mamma a quattro ruote (My Mother the Car) – serie TV, 2 episodi (1965)
- I giorni di Bryan (Run for Your Life) – serie TV, episodio 2x02 (1966)

### Doppiaggio
- Bambi (1942)
- Gli Antenati - 4 episodi (1961-1962)

## Doppiatrici italiane
- Lydia Simoneschi in Bambi (ed.1948)
- Fiorella Betti in Bambi (ed.1968)